# Verve Records
Verve Records — американский джазовый лейбл, которым владеет Universal Music Group. Был основан Норманом Гранцем в 1956 году, включив в себя каталоги предыдущих лейблов: Clef Records (основанного в 1946 году) и Norgran Records (основанного в 1953 году), а также материал, лицензии на который ранее принадлежали Mercury Records.
Важный аспект деятельности компании — запись музыкальных треков для известных мюзиклов и фильмов. Саундтреки ко множеству кинокартин знаменитых голливудских режиссёров были сделаны на студиях Verve Music Group. В 2015 году режиссёр Квентин Тарантино, работая над съемками своего нового фильма «Омерзительная восьмерка», доверил музыкальное оформление композитору Эннио Морриконе, выпустив записи на лейбле Verve Music Group. Саундтрек был номинирован на «Лучшую оригинальную композицию» кинопремии «Золотой Глобус».

## Список ранних артистов Verve

### Инструменталисты
- Джонни Ходжес
- Коулмен Хоукинс
- Чарли Паркер
- Каунт Бейси
- Дюк Эллингтон
- Оскар Питерсон
- Диззи Гиллеспи
- Бад Пауэл
- Лестер Янг
- Кид Ори
- Стэн Гетц
- Бен Уэбстер
- Билл Эванс
- Рой Элдридж
- Джерри Маллиган
- Бадди Рич
- Джин Крупа
- Иллинойс Джеккет
- Арт Тейтум
- Уолтер Вандерлей
- Антонио Карлос Жобим
- Кай Виндинг
- Тедди Уилсон
- Майкл Брекер
- Кенни Баррелл
- Уэс Монтгомери
- Рэнди Вестон

### Вокалисты
- Бинг Кросби
- Элла Фицджеральд
- Аструд Жилберту
- Билли Холидей
- Бетти Картер
- Линда Ронстадт
- Натали Коул
- Дири Блоссом
- Анита О’Дей
- Кармен Макрэй
- Нина Симон
- Мел Торме
- Салли Келлерман
- Дайана Кролл
- Сара Вон
- Eleftheria Arvanitaki
- Джо Уильямс
- Lizz Wright
- Куин Латифа

### Другие
- Brazilian Girls
- The Bridges
- Caravan
- Friend & Lover (Verve Forecast)
- Хардин, Тимоти Джеймс
- The Hombres (Verve Forecast)
- Janis Ian
- Jim and Jean (Verve Folkways and Verve Forecast)
- Bob Lind (Verve Folkways)
- The Mothers of Invention
- Ricky Nelson
- Laura Nyro (Verve Folkways)
- The Righteous Brothers
- Talk Talk
- The Velvet Underground
- Заппа, Фрэнк Винсент
- Timothy Hodge
- Gordon Bok